# Вассальные и даннические государства Османской империи
Вассальные и даннические государства Османской империи — общее название для ряда государств (в основном на периферии Османской империи), которые признавали сюзеренитет Высокой Порты, но над которыми по тем или иным причинам не устанавливался прямой контроль.

## Функции
Некоторые из этих стран являлись буферными государствами между Османской империей и христианскими странами Европы или шиитскими странами Азии. Некоторые из них (Крымское ханство, Княжество Валахия, Молдавское княжество, Княжество Трансильвания, существовали сами по себе, другие (Болгария, Венгрия, Сербия, Босния) были со временем включены в состав Османского государства. Некоторые территории (Имеретия, Мегрелия, остров Хиос, Наксосское герцогство, Дубровницкая республика) имели коммерческую ценность. Не включались полностью в состав Империи священные города, а также такие даннические территории Венецианской республики, как острова Кипр и Закинф. Наконец, такие небольшие территории, как княжество Зета или горный Ливан не стоили тех усилий, которых потребовало бы их подчинение.

## Формы
- В ряде государств, входящих в эялетную систему, санжак-бей назначался из числа местных жителей, либо передавал свой пост по наследству (например, в Самцхе-Джавахети или некоторых курдских санджаках). В некоторых регионах разрешалось выбирать собственных лидеров (к таковым относились, например, Албания, Эпир, Морея, Черногория), некоторые территории были де-факто независимыми (варварские «регентства» Алжир, Тунис, Триполитания, позднее — Египет под властью хедивов).
- Вне эялетной системы находились такие государства, как Княжество Валахия, Молдавское княжество и Княжество Трансильвания, которые платили дань Османской империи и в которых Порта имела право назначать и смещать правителей, держать гарнизоны и контролировать внешнюю политику.
- Такие страны, как Дубровницкая республика, платили дань за целостность своей территории и признавали османский суверенитет.
- Шериф Мекки признавал османский суверенитет, но тут уже Порта платила ему субсидию.

Имелись также вассалы, так сказать, «второго порядка» — например, Ногайская Орда или черкесы, которые являлись вассалами крымского хана, или некоторые берберы и арабы, которые платили дань североафриканским бейлер-беям.
Некоторые страны платили дань за территории, которые юридически принадлежали Османской империи, но не контролировались ею — например, Габсбурги за Королевскую Венгрию или Венецианская республика за Закинф.
Другие виды дани — например, откупные деньги за ненападение, называемые «ордынским выкупом» — платили Россия и Речь Посполитая. Эти деньги обычно платились не напрямую султану, а его вассалу — крымскому хану.

## Список
- Прилепское королевство (1371—1395)
- Велбыждское княжество (1371—1395)
- Византийская империя (1373—1394 вассал; 1424—1452 год данник)
- Второе Болгарское царство (1373—1393)
- Добруджанское княжество (1387—1395)
- Моравская Сербия (1390—1402)
- Вукова земля (1392—1412)
- Княжество Валахия (1395—1397, 1417—1861 с перерывами)
- Видинское царство (1396—1422)
- Герцогство Святого Саввы (1435—1444, 1469—1483)
- Молдавское княжество (1456—1861 с перерывами; первые несколько десятилетий - данник, с постепенным превращением в вассала)
- Трапезундская империя (1456—1461 данник)
- Дубровницкая республика (1458—1808)
- Крымское ханство (1478—1774)
  - Буджакская Орда (?—1807)
  - Едисанская Орда (?—1770)
  - Едишкульская Орда (?—1770)
  - Джамбойлукская Орда (?—1770)
  - Черкесские княжества и племена
    - Кабарда (?—1739)

  - Ханская Украина (1684—1760-е)
- Горный Ливан под управлением династий Маанов (1516—1697) и Шехаб (1697—1840)
- Шерифат Мекки (1517—1803)
- Княжество Трансильвания (1543—1692 с перерывами)
- Королевство Абдальвадидов (1554—1556)
- Абхазское княжество (1555—1810)
- Имеретинское царство (1555—1804)
  - Гурийское княжество (1555—1804)
  - Мегрельское княжество (1557—1803)
  - Княжество Сванетия (1555—1833)
- Наксосское герцогство (1566–1579)
- Тарковское шамхальство (1590—XVII век)
- Правобережная Гетманщина (Правобережное Войско Запорожское) (1669—1683)
- Княжество Верхняя Венгрия под управлением Имре Тёкёли (1682—1685)
- Мамлюкское правление в Ираке (1704—1831)
- Мушашаиды[англ.] (1715—1730)
- Варварский берег
  - Бейлик Тунис[англ.] (1705—1881)
  - Вилайет (Пашлык) Триполитания под управлением династии Караманли (1711—1835)
  - Эялет (Дейлик) Алжир (1515—1570, 1711—1830)
- Республика Семи Островов (1800—1807)
- Княжество Сербия (1817—1830; в новых границах 1833—1878)
- Княжество Самос (1832—1912)
- Объединённое княжество Валахии и Молдавии (Romanya Prensliği) (1862—1877)
- Египетский хедиват (1867—1914)
  - Англо-Египетский Судан (1899—1914)
- Государство Катар (1871—1916)
- Эмират Джебель-Шаммар (1876—1921)
- Княжество Болгария (Bulgaristan Prensliği) (1878—1908)
- Восточная Румелия (1878—1908)
- Критское государство (1898—1913)
- Северо-Кавказский эмират (1919—1920)